# Tuần lễ Thời trang New York
Tuần lễ Thời trang New York (tên gốc là New York Fashion Week), được tổ chức vào tháng 2 và tháng 9 hàng năm, là chuỗi sự kiện nửa năm (thường kéo dài từ 7 đến 9 ngày) để trình diễn các bộ sưu tập thời trang quốc tế phục vụ cho người mua, báo chí và công chúng. Đây là một trong bốn tuần lễ thời trang lớn trên thế giới, được gọi chung là "Big 4", cùng với những tuần lễ ở Paris, London và Milan. Hội đồng các nhà thiết kế thời trang của Mỹ (CFDA) đã tạo ra khái niệm hiện đại về Tuần lễ thời trang New York tập trung vào năm 1993, mặc dù các thành phố như London đã sử dụng tên thành phố của họ kết hợp với tuần lễ thời trang vào những năm 1980. NYFW dựa trên một chuỗi các sự kiện cũ hơn nhiều gọi là "Tuần báo chí", được thành lập vào năm 1943.
Nó bao gồm sự kiện của nhiều thương hiệu, như Olympus Fashion Week New York và MADE Fashion Week, và nhiều sản phẩm thời trang độc lập.
Các nhà sản xuất của Tuần lễ thời trang New York bao gồm IMG, The SOCIETY Fashion Week, FTL Moda của Fashion Week Online, Style 360, Art Hearts Fashion, Style Fashion Week, and ASC Fashion week cùng nhiều nhà sản xuất khác. Đóng góp kinh tế của Tuần lễ thời trang New York ước tính khoảng 887 triệu đô la.

## Nguyên bản
Tuần lễ thời trang New York đầu tiên được diễn ra vào năm 1943 bởi Eleanor Lambert, giám đốc báo chí của tổ chức quảng cáo đầu tiên của ngành thời trang Mỹ, Viện trang phục New York.
Sự kiện này là tuần lễ thời trang được tổ chức đầu tiên trên thế giới, được gọi là "Tuần báo chí", và được tạo ra để thu hút sự chú ý thay vì thời trang Pháp trong Thế chiến II, khi những người trong ngành thời trang không thể đến Paris để xem các buổi trình diễn thời trang của Pháp. Nó cũng có nghĩa là để giới thiệu các nhà thiết kế Mỹ cho các nhà báo thời trang, những người đã không quan tâm sự thay đổi về thời trang của Hoa Kỳ.
Tuần báo chí là một thành công và các tạp chí thời trang như Vogue, thường chứa đầy các thiết kế của Pháp, ngày càng nổi bật với thời trang Mỹ.
Vào giữa những năm 1950, sự kiện này được gọi là "Tuần báo chí của New York". Mùa xuân năm 1951 (được tổ chức vào tháng 2 năm 1951) là Tuần báo chí thường niên lần thứ 16 của New York.

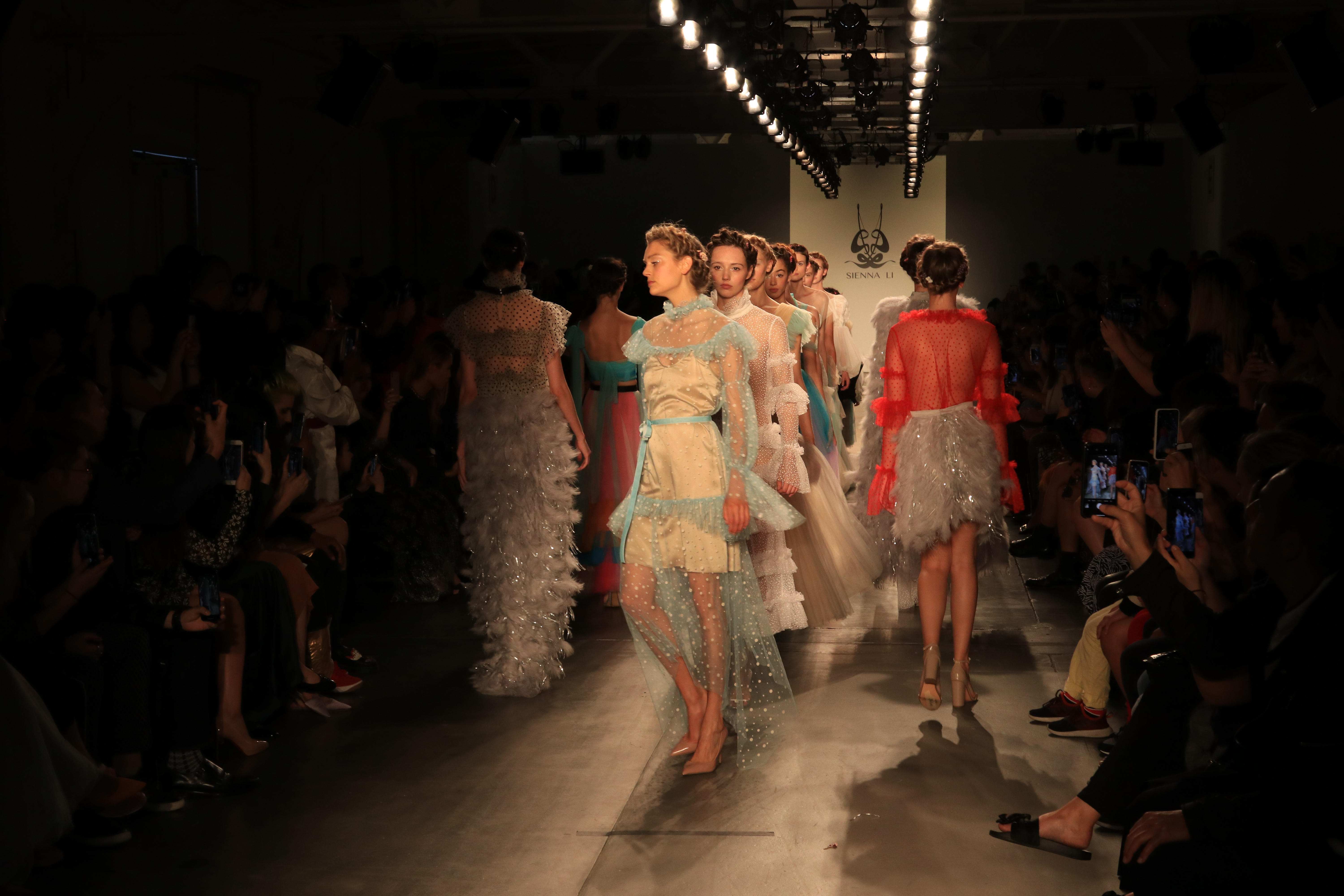